# أونا زي
أونا زي (بالإنجليزية: Ona Zee)‏ من مواليد 3 مارس 1951 هي ممثلة إباحية أمريكية ومخرجة ومنتجة أفلام إباحية. وعارضة أزياء وسمسار عقارات بأسماء مهنية مختلفة.

## وصلات خارجية
- أونا زي على موقع IMDb (الإنجليزية)
- أونا زي على موقع أول موفي (الإنجليزية)
- أونا زي على موقع قاعدة بيانات الفيلم (الإنجليزية)
- أونا زي على موقع كينوبويسك (الروسية)